# فيكتور أورتيغا
فيكتور أورتيغا (بالإسبانية: Víctor Ortega)‏ هو غطاس كولومبي، ولد في 3 يناير 1983 في ميديلين في كولومبيا.

## وصلات خارجية
- فيكتور أورتيغا على موقع قاعدة بيانات الغوص IAT (الألمانية)
- فيكتور أورتيغا على موقع أوليمبيديا (الإنجليزية)